# Lipienica (województwo lubuskie)
Lipienica – osada w Polsce położona w województwie lubuskim, w powiecie słubickim, w gminie Ośno Lubuskie, na północ od siedziby gminy Ośno Lubuskie.
W latach 1975–1998 miejscowość administracyjnie należała do województwa gorzowskiego.
Miejscowość położona jest przy drodze lokalnej Ośno Lubuskie – Ownice. W pobliżu wsi znajdują się trzy jeziora – Małe i jezioro Wielkie oraz Lipienickie.
Na północ od wsi znajduje się dawny cmentarz ewangelicki, z drugiej poł. XIX wieku, na którym znajduje się 6 mogił z lat 1914-1918, wymienionych z nazwiska, mieszkańców wsi oraz pomnik Ku pamięci poległych za swoją Ojczyznę z 1927 roku, poświęcony pamięci poległych na I wojnie światowej mieszkańców. Cmentarz ten jest silnie zniszczony, a nagrobki są w stanie szczątkowym.
We wsi znajdują się zabudowania dawnego zespołu folwarcznego powstałe i rozbudowywane w latach 1880-1910. W skład folwarku wchodziły: domy mieszkalne, owczarnia, stodoła ze stajnią, spichlerz, gorzelnia. W 1921 roku folwark obejmował 709 ha powierzchni, w tym: 449 ha gruntów rolnych, 6 ha łąk, 250 ha lasu i 4 ha nieużytków. Hodowano tam 89 sztuk bydła, w tym 23 krowy mleczne. Folwark przynosił 2593 marek dochodu. W okresie powojennym rozebrano większość budynków.